# Campionat del Món d'esquí alpí de 1931
El Campionat del Món d'esquí alpí de 1931 va ser la primera edició del Campionat del Món d'esquí alpí. Foren organitzats per la Federació Internacional d'Esquí (FIS). Es va celebrar del 19 al 23 de febrer a Mürren, Suïssa. Es van disputar proves de descens i eslàlom, en categoria masculina i femenina.

## Resultats

### Proves masculines
| Prova   | Or            | Plata        | Bronze        |
| Descens | Walter Prager | Otto Furrer  | Willi Steuri  |
| Eslàlom | David Zogg    | Anton Seelos | Friedl Däuber |

### Proves femenines
| Prova   | Or             | Plata                  | Bronze           |
| Descens | Esme Mackinnon | Nell Carroll           | Irma Schmiedegg  |
| Eslàlom | Esme Mackinnon | Inge Wersin-Lantschner | Jeanette Kessler |

## Medaller
| Posició | País       | Or | Plata | Bronze | Total |
| 1       | Regne Unit | 2  | 1     | 1      | 4     |
| 1       | Suïssa     | 2  | 1     | 1      | 4     |
| 3       | Àustria    | 0  | 2     | 1      | 3     |
| 4       | Alemanya   | 0  | 0     | 1      | 1     |
| Total   | Total      | 4  | 4     | 4      | 12    |